# Dihovo
Dihovo (makedonska: Дихово) är en ort i Nordmakedonien. Den ligger i den sydvästra delen av landet, 110 kilometer söder om huvudstaden Skopje. Dihovo ligger 831 meter över havet och antalet invånare är 644.